# 완디 로드리게스
완디 로드리게스(Wandy Fulton Rodriguez, 1979년 1월 18일 ~ )은 미국 프로 야구 애틀랜타 브레이브스의 선수이다.